# Ванеево (Шекснинский район)
Ване́ево — деревня в Шекснинском районе Вологодской области.
Входит в состав сельского поселения Никольского, с точки зрения административно-территориального деления — в Никольский сельсовет.
Расстояние по автодороге до районного центра Шексны — 11,7 км, до центра муниципального образования Прогресса — 10,7 км. Ближайшие населённые пункты — Харламово, Митькино, Потеряево.
По переписи 2002 года население — 5 человек.